# Grugliasco
Grugliasco is een gemeente in de Italiaanse provincie Turijn (regio Piëmont) en telt 38.327 inwoners (31-12-2004). De oppervlakte bedraagt 13,1 km², de bevolkingsdichtheid is 2926 inwoners per km².

## Demografie
Grugliasco telt ongeveer 15341 huishoudens. Het aantal inwoners daalde in de periode 1991-2001 met 5,8% volgens cijfers uit de tienjaarlijkse volkstellingen van ISTAT.
| Jaar | Inwoneraantal |
| ---- | ------------- |
| 1991 | 41.115        |
| 2001 | 38.725        |

## Geografie
Grugliasco grenst aan de volgende gemeenten: Torino, Collegno en Rivoli.

## Geboren
- Gian Piero Gasperini (1958), voetballer en voetbalcoach

## Galerij

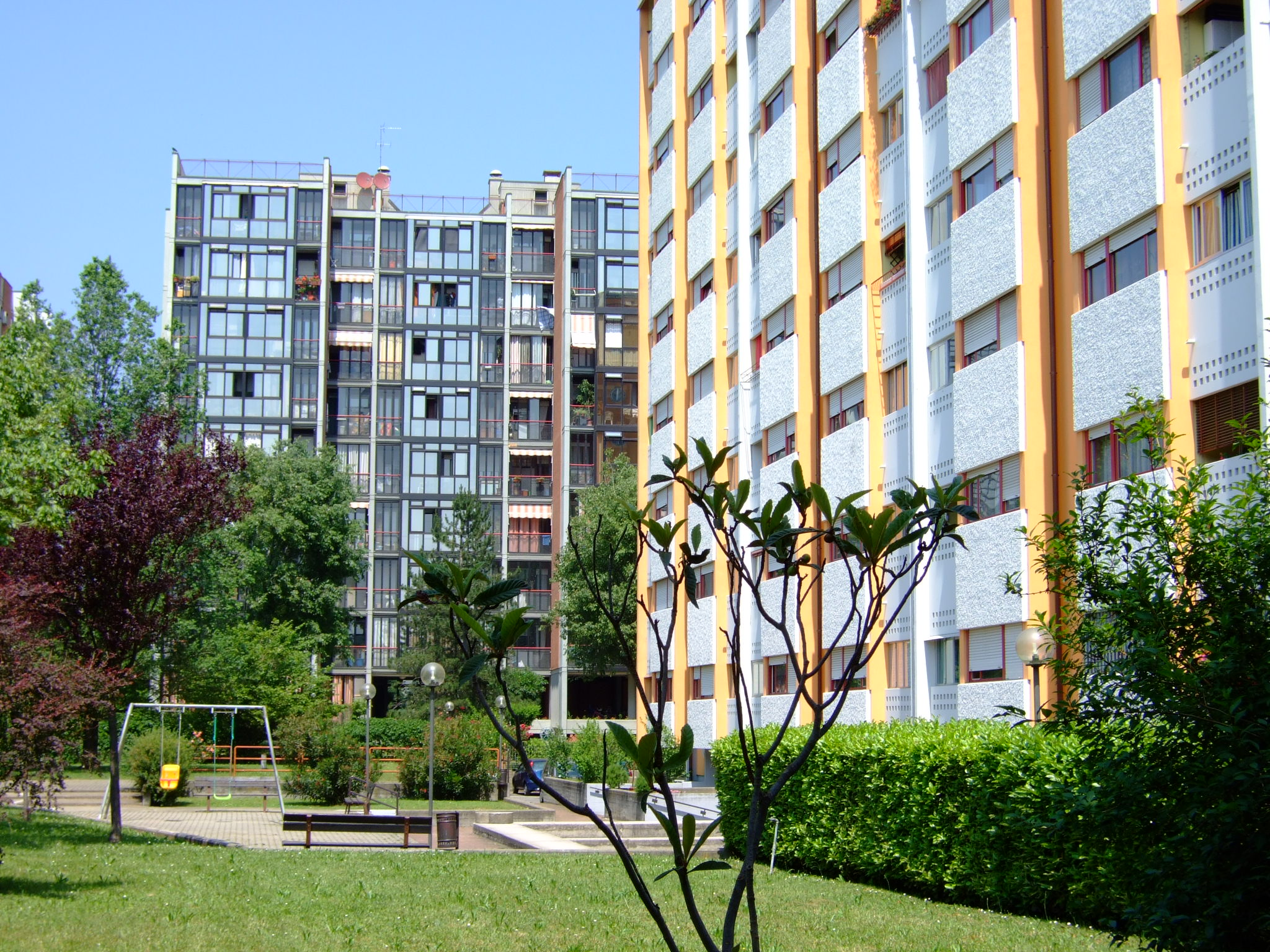
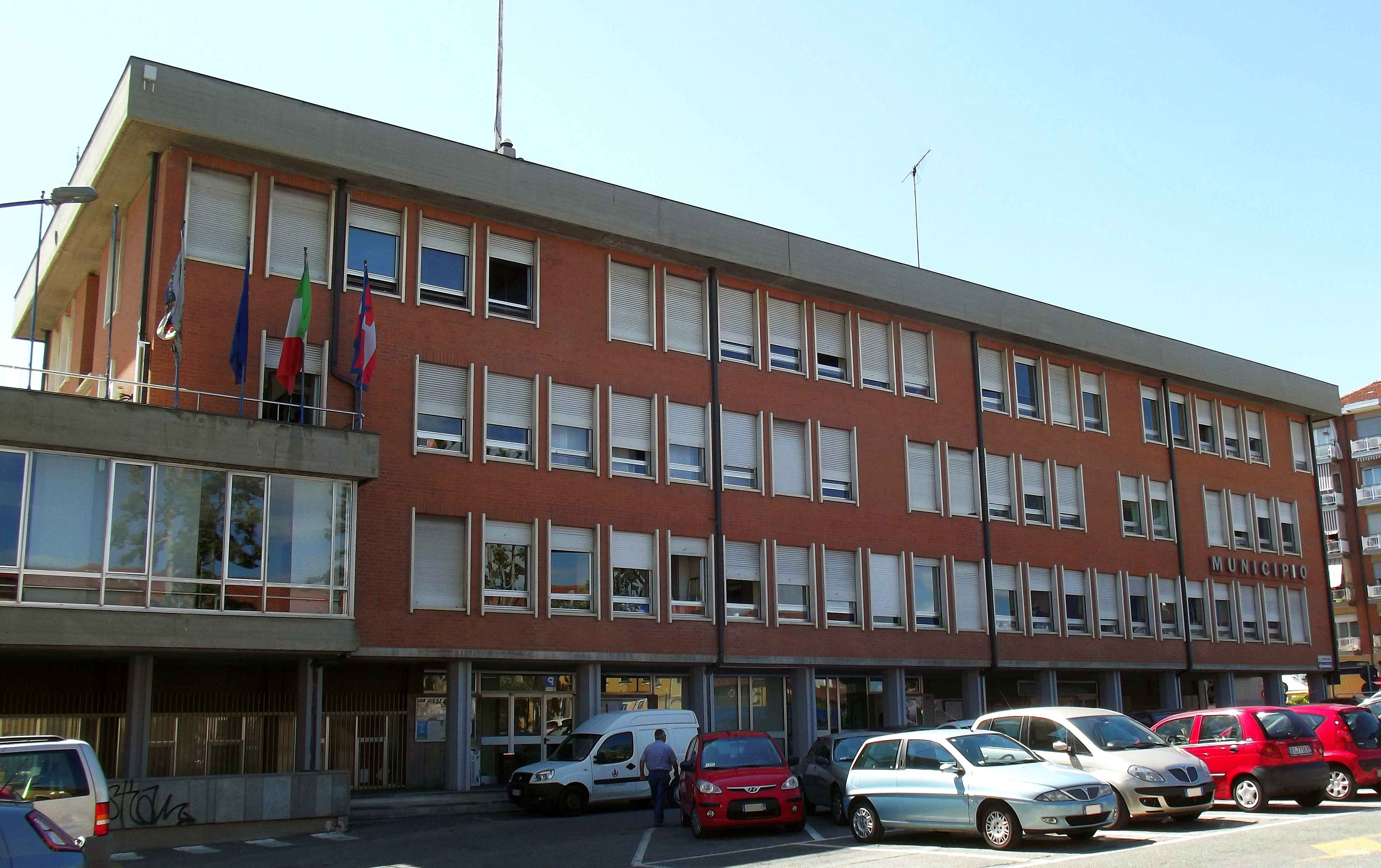
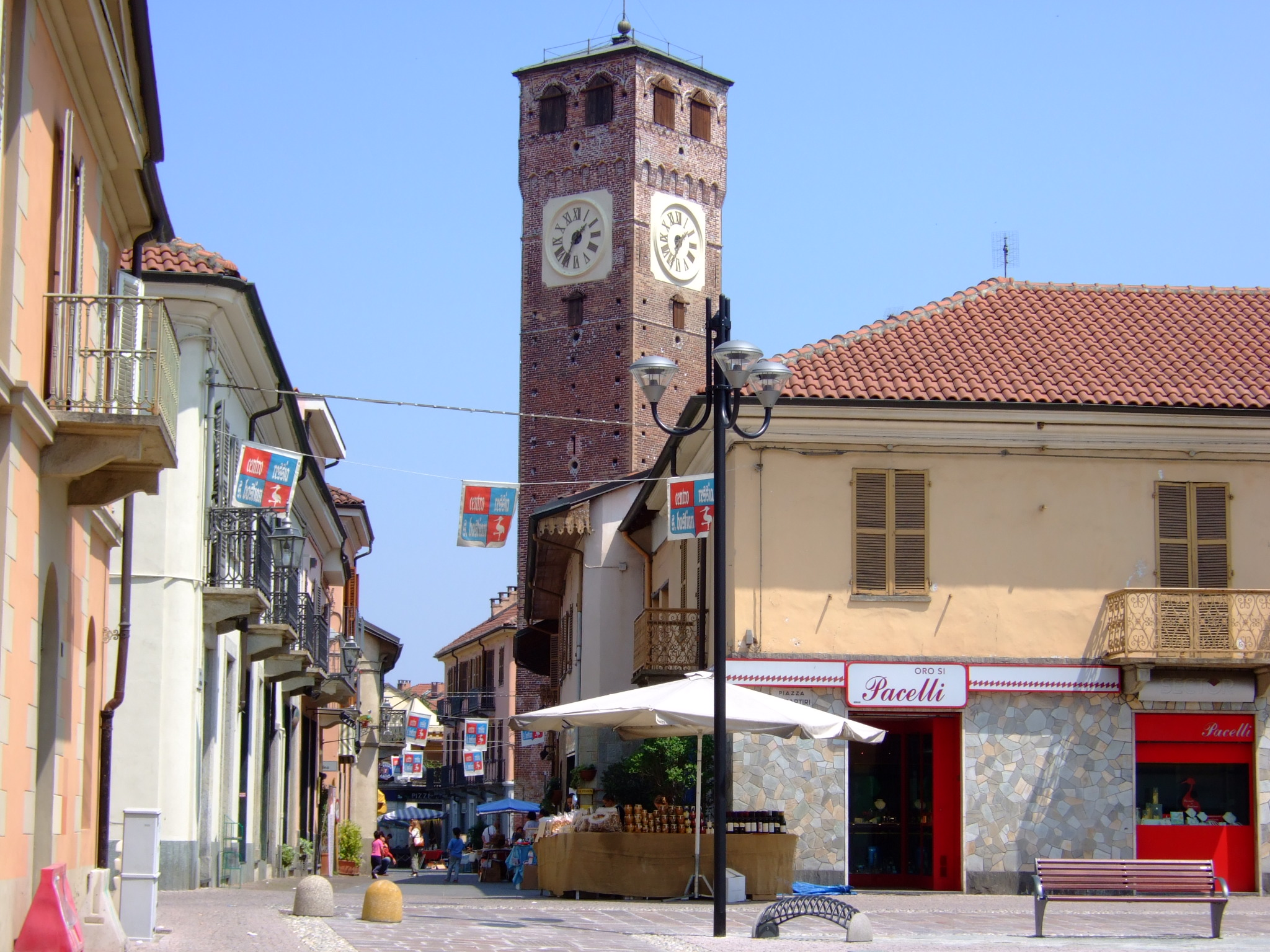